# Arctic Sunwest Charters

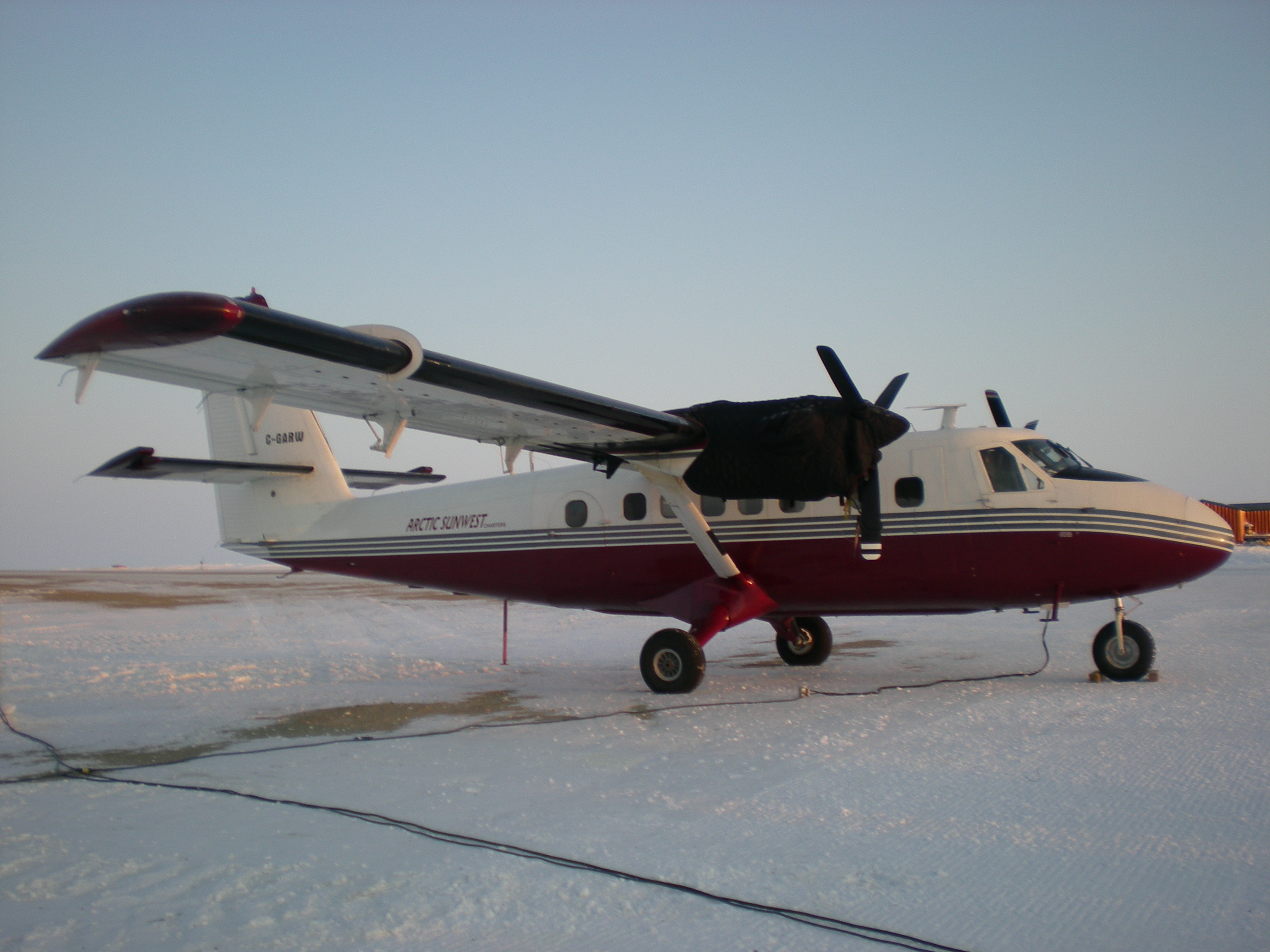
de Havilland Canada DHC-6 Twin Otter авіакомпанії Arctic Sunwest Charters в Аеропорту Кеймбрідж-Бей

Arctic Sunwest Charters — канадська чартерна авіакомпанія зі штаб-квартирою в місті Єллоунайф (Північно-Західні Території), що працює на ринку пасажирських і вантажних авіаперевезень арктичних районів Канади і здійснює польоти на літаках, обладнаних колісними шасі, поплавцями і лижами для зльотів/посадок на різні типи поверхонь. Головним транзитним вузлом (хабом) авіакомпанії є Аеропорт Єллоунайф.

## Історія
Авіакомпанія Arctic Sunwest Charters була утворена в 1993 року як дочірній підрозділ компанії RTL-Robinson Enterprises.

## Флот

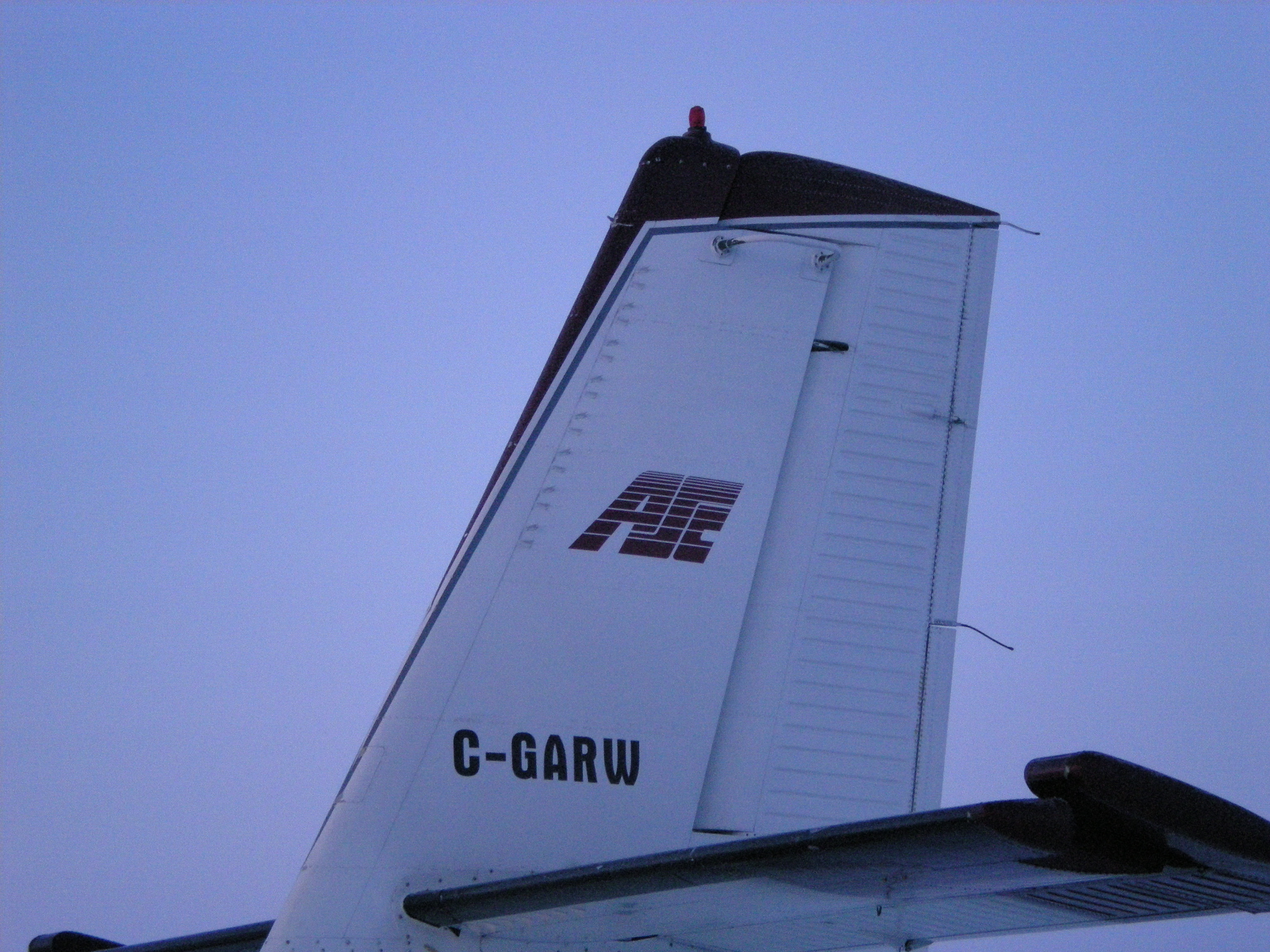
Хвіст літака Arctic Sunwest Charters з логотипом авіакомпанії

Станом на травень 2007 року повітряний флот авіакомпанії Arctic Sunwest Charters становили такі літаки:
- 2 Piper PA-31-350 Navajo Chieftain
- 1 Beechcraft 99
- 1 Beechcraft King Air 100
- 2 Bombardier Dash 8 Q100
- 2 de Havilland Canada DHC-2 Turbo-Beaver
- 2 de Havilland Canada DHC-5 Buffalo
- 4 de Havilland Canada DHC-6 Twin Otter